# Rockville Centre
Rockville Centre est une localité du comté de Nassau dans l'État de New York, aux États-Unis du nord-est. Sa population s'éleve à 24 023 habitants en 2010. Elle est le siège du diocèse catholique de Rockville Centre avec la cathédrale Sainte-Agnès, de style néo-gothique, construite en 1933-1935.